# Сан Никола II (Авелино)
Сан Никола II је насеље у Италији у округу Авелино, региону Кампанија.
Према процени из 2011. у насељу је живело 11 становника. Насеље се налази на надморској висини од 275 м.